# Tom Braidwood
Pour les articles homonymes, voir Braidwood (homonymie).
Tom Braidwood, né le 27 septembre 1948, est un acteur, réalisateur et producteur canadien.

## Biographie
Tom Braidwood est né en Colombie-Britannique. Il a réalisé son premier court métrage en 1972, faisant alors partie d'un groupe de jeunes réalisateurs d'avant-garde. Il est principalement connu pour son interprétation de Melvin Frohike, l'un des trois Lone Gunmen de la série X-Files : Aux frontières du réel, ainsi que l'un des trois personnages principaux de son spin-off, The Lone Gunmen : Au cœur du complot. Il a également travaillé comme assistant réalisateur sur les séries 21 Jump Street, X-Files et Millennium, et comme producteur et réalisateur sur la série Coroner Da Vinci.

## Filmographie

### Cinéma
- 1985 : Mon cousin américain, de Sandy Wilson : Wally
- 1998 : The X-Files, le film, de Rob S. Bowman : Melvin Frohike
- 2009 : Alien Trespass, de R. W. Goodwin : Ed Sanders
- 2010 : La Mort au bout du fil, de Rob Cowan : le marin

### Télévision
- 1994-2002 : X-Files : Aux frontières du réel (39 épisodes) : Melvin Frohike
- 1998 : Cold Squad, brigade spéciale (saison 2, épisode 3) : le manager de l'hôtel
- 1999 : Viper (saison 3, épisode 21) : Larry
- 2001 : The Lone Gunmen : Au cœur du complot (13 épisodes) : Melvin Frohike
- 2006 : Whistler (2 épisodes) : le coroner
- 2016 : X-Files (saison 10, épisode 5) : Melvin Frohike